# Akomodace (psychologie)
Akomodace je v psychologii učení přizpůsobení vnitřního světa (kognitivního modelu) vytvořením nového schématu vnímání. Pokud se určitý vjem už nedá zařadit do stávajících schémat (asimilace), musí člověk dosavadní schémata pozměnit anebo vytvořit nová, čili přizpůsobit svůj vnitřek měnícímu se vnějšímu světu.
Podle Jeana Piageta je akomodace jedním ze dvou způsobů kognitivního přizpůsobení a slouží k vytvoření rovnovážného stavu (ekvilibrace). Protějškem akomodace je asimilace, což je v psychologii učení přiřazení nějakého vjemu určitému existujícímu schématu.

## Příklad: "schéma bú"
Malé dítě už ovládá "schéma haf-haf", takže dokáže rozpoznat psa nezávisle na velikosti, barvě a tvaru. Jednoho dne uvidí krávu a řekne: "Haf-haf".Matka se neusměje jako obvykle, když dítě pozná haf-haf, ale zavrtí hlavou a řekne "bú". To se několikrát opakuje, až se dítě naučí rozdíl mezi "haf-haf" a "bú". Tím se jeho kognitivní struktura přizpůsobila (akomodovala) vnějšímu světu.
Jiným příkladem, tentokrát pro schéma uchopování, může být pěna ve vaně, kterou se dítě zpočátku snaží uchopit jako věc, předmět. Když mu však pokaždé proteče mezi prsty, musí si vytvořit nové schéma, třeba "nabírání".

## Akomodace a asimilace
Akomodace je protějškem asimilace, jedná se však o procesy, které plynule přecházejí jeden do druhého. Každá zkušenost podnítí jak asimilaci, tak akomodaci, a obě jsou pro kognitivní vývoj člověka důležité. Kdyby člověk pouze asimiloval, měl by k dispozici jen několik nesmírně širokých schémat, takže by velmi obtížně dokázal rozlišovat mezi podobnými předměty. Kdyby pouze akomodoval, nedokázal by zachytit podobnosti mezi předměty.